# Tacozijl
Tacozijl (Fries: Teakesyl) is een buurtschap en sluis in de gemeente De Friese Meren in het zuiden van de Nederlandse provincie Friesland.
De sluis ligt bij de monding van de Ee in het IJsselmeer, tussen Lemmer en Sondel. De buurtschap omvat een groter gebied, lopend vanaf De Ledijk tot en met De Oude Duiker (de Prinses Margrietsluis). Tussen Lemmer en Tacozijl ligt de polder de Mudsert en Klaas Kamp. Hierop ligt aan de oostkant een watersportcentrum die de naam draagt van de buurtschap. Ten zuiden daarvan staat het Ir. D.F. Woudagemaal, dat op de UNESCO Werelderfgoedlijst staat. Dit gemaal springt nog steeds bij als het J.L. Hooglandgemaal in Stavoren niet voldoende capaciteit kan leveren. Dit gebeurt bij extreem hoge waterstanden die het gevolg kunnen zijn van langdurige en hevige regenval en door uitlopers van stormen die in Groot-Brittannië woeden waardoor water naar Friesland wordt geblazen.
Samen met de polder/buurtschap Brekkenpolder heeft het dorpsbelangenvereniging.

## Geschiedenis
De kern van de buurtschap heeft altijd rond een sluis gelegen. Deze sluis is waarschijnlijk rond 1300 gebouwd ten behoeve van de scheepvaart. In 1953 werd er een nieuwe sluis gebouwd. De naam Tacozijl zou waarschijnlijk afgeleid zijn van de persoon Take of Taka, die bij de sluis woonde. Zijl is een woord voor spuisluis. De plaatsnaam werd in 1475 vermeld als Taeckazyl, in 1482 als Nya syl, in 1483 als Taka-zyl, in 1488 als Taecke-syl en in 1568 als Takeziel.
In de in 1788 uitgegeven boek Vereenigde Nederlanden, vijftiende deel valt te lezen dat Tacozijl in 1495 nog de enige goede haven was van Westergo maar dat de passage minder geschikt was voor zware schepen. In dat jaar werd er een blokhuis, een soort van fort, gebouwd om een overmeestering van het leger dat werd aangevoerd door Nittert Fox te voorkomen, in de strijd tussen de Schieringers en Vetkopers.
De Sondelerdijk, een slaperdijk tussen Sondel en Tacozijl, werd in 1725 voltooid. Evenwijdig aan deze dijk loopt de Sondelervaart, die in 1846 werd verbreed, waardoor ook de dijk moest worden aangepast.
Bij de sluis heeft lang een herberg gestaan. In 1905 werd de drankvergunning ingetrokken en sindsdien is het een woning. De bijbehorende boerderij brandde in 1935 af. Tijdens de Tweede Wereldoorlog werd de betonnen brug van Tacozijl door de Duitsers opgeblazen. Later is deze herbouwd. In 1928 was de brug al eens vervangen, voor die tijd lag er een ophaalbrug.
De kern van de buurtschap is tegen het eind van de 19de en begin 20ste eeuw wat uitgedund geraakt. Zo bestaat de kern slechts uit enkele boerderijen, de sluis en een Joodse begraafplaats. Het relatief grote buitengebied van Tacozijl raakte pas in de loop van de twintigste eeuw vast bewoond, waardoor het aantal inwoners juist is gestegen.
Tot 1944 lag de buurtschap geheel in de gemeente Gaasterland. Daarna werd het opgedeeld over de gemeenten Gaasterland (per 1984 Gaasterland-Sloten) en Lemsterland. Per 2014 ligt de buurtschap weer in één gemeente, de gemeente De Friese Meren. De bewoning is qua adressering wel verdeeld, het grootste deel valt onder Lemmer en een klein deel valt onder Sondel.
Aan de oostkant, op het Oudmirderveld, is er aan het eind van 20ste eeuw tegenover de Prinses Margrietsluis een industrieterrein ontwikkeld. 
Hoofdplaats: Joure     Stad: Sloten

Dorpen en gehuchten: Akmarijp · Bakhuizen · Balk · Bantega · Boornzwaag · Broek · Delfstrahuizen · Dijken · Doniaga · Echten · Echtenerbrug · Eesterga · Elahuizen · Follega · Goingarijp · Harich · Haskerhorne · Idskenhuizen · Kolderwolde · Langweer · Legemeer · Lemmer · Mirns · Nijehaske · Nijemirdum · Oldeouwer · Oosterzee · Oudega · Oudehaske · Oudemirdum · Ouwster-Nijega · Ouwsterhaule · Rijs · Rohel · Rotstergaast · Rotsterhaule · Rottum · Ruigahuizen · Scharsterbrug · Sint Nicolaasga · Sintjohannesga · Snikzwaag · Sondel · Terhorne · Terkaple · Teroele · Tjerkgaast · Vegelinsoord · Wijckel

Buurtschappen: Ballingbuur · Bargebek · Boornzwaag over de Wielen · Brekkenpolder · Commissiepolle · De Rijlst · Delburen · Finkeburen · Heide · Hooibergen · Nieuw Amerika · Onland · Schoterzijl (deels) · Schouw · Spannenburg · Tacozijl · Trophorne · Tweehuis · Vierhuis · Vrisburen · Westerend-Harich · Zevenbuurt

Friesland: Steden en dorpen      Nederland: Provincies · Gemeenten